# Callyspongia bathami
Callyspongia bathami är en svampdjursart som beskrevs av Patricia R. Bergquist och Warne 1980. Callyspongia bathami ingår i släktet Callyspongia och familjen Callyspongiidae. Inga underarter finns listade i Catalogue of Life.